# Дипотамос (дем Места)
Дипотамос или Чайлик (на гръцки: Διπόταμος, на катаревуса: Διπόταμον, Дипотамон, до 1926 година Τσαϊλίκ, Цайлик) е село в Гърция, дем Места (Нестос), административна област Източна Македония и Тракия. 

## География
Разположено е на около 45 километра североизточно от Кавала, на надморска височина от 680 метра.

## История

### В Османската империя
В XIX век е село в Саръшабанска каза на Османската империя. На австро-унгарската военна карта е отбелязано като Чаглаик (Чейлак) (Čaglaik (Čejlak), също и на картата на Йоргос Кондоянис – Цаглаик (Цаналик) (Τσαγκλαΐκ (Τσαναλίκ). Съгласно статистиката на Васил Кънчов („Македония. Етнография и статистика“) към 1900 година Челейкенъ е турско селище и в него живеят 460 турци.

### В Гърция
В 1913 година селото попада в Гърция след Междусъюзническата война. През 20-те години на XX век турското му население се изселва по споразумението за обмен на население между Гърция и Турция след Лозанския мир и на негово място са заселени гърци бежанци, които в 1928 година са 95 семейства с 343 души, като селището е изцяло бежанско.
Българска статистика от 1941 година показва 800 жители.
Населението произвежда предимно пшеница и картофи и се занимава и със скотовъдство.
| Име       | Име          | Ново име    | Ново име    | Описание                         |
| --------- | ------------ | ----------- | ----------- | -------------------------------- |
| Миселикия | Μισελίκια    | Дриотопос   | Δρυότοπος   | местност в Урвил, Ю от Дипотамос |
| Коцолару  | Κοτσολλάρου  | Ксиротамос  | Ξηροτόταμος | река                             |
| Чеверме   | Τσεβιρμέ     | Ставродроми | Σταυροδρόμι |                                  |
| Кукул Таш | Κουκοὺλ Τασὶ | Корона      | Κορῶνα      | местност в Урвил, И от Дипотамос |

Става част от дем Орино по закона Каподистрияс от 1997 година. С въвеждането на закона Каликратис, Дипотамос става част от дем Места.
Според преброяването от 2001 година има 106 жители, а според преброяването от 2011 година има 45 жители.
| Година    | 1913 | 1920 | 1928 | 1940 | 1951 | 1961 | 1971 | 1981 | 1991 | 2001 | 2011 | 2021 |
| --------- | ---- | ---- | ---- | ---- | ---- | ---- | ---- | ---- | ---- | ---- | ---- | ---- |
| Население | 1097 | 1188 | 391  | 659  | 331  | 317  | 161  | 127  | 116  | 106  | 45   | 40   |